# Rachel Palmer
Rachel Palmer (geb. 1931 in Bathurst, heute Banjul; gest. 13. November 2000) war eine gambische Krankenschwester und Politikerin.

## Leben
Sie besuchte die Methodist Girls’ High School (heute Gambia Senior Secondary School) in Bathurst.
Palmer arbeitete zunächst am Royal Victoria Hospital (heute Edward Francis Small Teaching Hospital), ehe sie sich am Bristol Royal Infirmary in Großbritannien zur Registered Nurse weiterbildete. 1961 war sie als eine von zwei Frauen Mitglied der Kommission, die im Marlborough House in London über die Änderung der gambischen Verfassung beriet.
1962 war sie Mitbegründerin der Gambia School of Nursing and Midwifery und deren erste Schulleiterin. Von 1964 bis 1966 bildete sie sich in Ghana weiter. Palmer war ein Gründungsmitglied und erste Präsidentin der Gambia Nursing Association. Sie setzte sich für die Belange der Krankenschwestern ein, etwa bessere Bezahlung sowie Aus- und Weiterbildungsmöglichkeiten im In- und Ausland.
Von 1973 bis 1975 war sie Vizepräsidentin der Commonwealth Nurses and Midwives Federation und Vorstandsmitglied für Westafrika. Von 1976 bis 1980 war sie Präsidentin der Organisation. Außerdem engagierte sie sich im gambischen Zweig der Frauenorganisation Soroptimist.
Die gambische Zeitung The Standard zählte sie 2015 anlässlich von 50 Jahren gambischer Unabhängigkeit zu den 50 Personen, die das Land prägten.

## Familie
Rachel Palmer war mit dem Gynäkologen und Geburtshelfer Samuel J. Palmer (ca. 1923–2010) verheiratet. Sie hatten drei Töchter, einen Sohn und mehrere Adoptivkinder.